# Pinella (gioco)
La Pinella (anche chiamata Pinnacolo o anche Pinnacolone o Pinellone nella versione a 11 carte) è un gioco di carte, nel quale si utilizzano le carte francesi.

## Mazzo
Il mazzo di pinella è composto da 2 mazzi francesi da 54 carte. Si tolgono i 2 rossi (il 2 di quadri e il 2 di cuori). I 2 neri (il 2 di picche e il 2 di fiori, chiamati pinelle) e i jolly vengono lasciati nel mazzo. 
È caratterizzata da un gioco veloce dove i giocatori mirano a chiudere nel più breve tempo possibile, anche senza realizzare alti punteggi; di fatto si cerca di impedire alla coppia avversaria di realizzare a sua volta,  possibilmente cercando di mandarla a punteggio negativo (vedi più avanti il significato dei punti positivi e negativi). Questa variante in genere ha un punteggio di vittoria di 1.500 punti e considerata la dinamicità delle partite può essere giocata in torneo.
La seconda variante, chiamata anche "Pinnacolone" o "Pinellone", si gioca a 15 carte ed è caratterizzata da un gioco più lento, che richiede come condizione preliminare alla chiusura la "calata" di una "sesta", ossia sei carte in sequenza senza l'uso di Jolly o Pinelle, e porta alla realizzazione di un maggior numero di punti per manche. Questa variante in genere ha un punteggio di vittoria di 3.000 punti o superiore, ma per la lentezza intrinseca delle manches (non si chiude se non si raggiungono punteggi adeguati) non può essere giocata in torneo. Tale versione può anche essere giocata da sei giocatori, divisi in tre coppie, utilizzando tre mazzi di carte.

## Distribuzione delle carte
Dopo averle mischiate, vengono distribuite 13 carte (15 nel Pinnacolone) a ogni giocatore, in senso orario (Il senso di distribuzione varia in alcune regioni) e una viene lasciata a terra vicino al mazzo (gli scarti, o "pozzo"). 
Gli scarti vengono posizionati uno sopra l'altro, restando visibili ma senza essere mischiati. Quando un giocatore decide di pescare una carta dal pozzo è obbligato a prendere anche tutte le altre carte scartate dopo di quella, lasciando a terra solo quelle scartate in precedenza; la prima carta pescata sarà anche obbligatoriamente calata. Se si gioca in coppia si può attaccare al tavolo dell’altro.

## Proprio turno
- Pesca - Esistono due varianti di gioco.

Nella prima variante (Pinella o Pinnacolo, a 13 carte) il giocatore al proprio turno può scegliere se pescare di 1 carta dal mazzo oppure 1 (o più) da terra; nel caso scelga di pescare 1 o più carte da terra (quelle del pozzo di fianco al mazzo) deve per forza giocare l'ultima carta presa (quella più in fondo nella pila).
Nella seconda variante (Pinnacolone a 15 carte) il giocatore al proprio turno pesca due carte, o entrambe dal mazzo oppure 1 carta dal mazzo e 1 o più da terra, secondo le modalità sopra descritte.
- Calata - Il giocatore ha una grande varietà di possibilità di calata, infatti può "calare" sul tavolo dei tris (tre carte con lo stesso numero/figura ma di colori diversi), poker (quattro carte con lo stesso numero/figura ma di colori diversi) e scale (3 o più carte dello stesso seme in numero progressivo). Al proprio turno il giocatore gioca le carte che può (e vuole) giocare, non è obbligatorio farlo.

(In alcune varianti della Pinella a 15 carte si usa calare solo combinazioni di scale escludendo tris e poker).
- Attaccare carte - Al proprio turno se si hanno delle carte che sono compatibili con le proprie carte a terra si possono attaccare a quelle già sul tavolo. Se si gioca in coppia al proprio turno si possono attaccare eventuali carte alle carte sul tavolo dell'alleato. Per poterlo fare chi deve attaccare deve aver già giocato di suo conto almeno un tris, un poker o una scala. Una carta attaccata (in genere calata) non può essere ripresa per giocarla in altro modo.
- Jolly e Pinelle (chiamati anche "pezzi") - I Jolly e le pinelle possono essere usati per sostituire una carta mancante (ad esempio per una scala 7-8-Jolly-10 oppure per un tris con due carte di ugual valore ma seme diverso ecc.). Quando si mette un Jolly a terra si deve dichiarare il seme (se in un tris), e se qualcuno trova una carta di quel seme e valore (ad esempio io dichiaro che il Jolly vale 8 di cuori e io trovo 8 di cuori) posso sostituire il mio 8 di cuori con il Jolly e quindi usare il Jolly per giocare un tris, un poker o una scala. Questo può farlo qualsiasi giocatore, a condizione che abbia la carta giusta e che abbia già giocato un tris, poker o una scala. Il funzionamento della Pinella è uguale a quello del Jolly, ma con una importante differenza: può essere scambiato solo da chi la cala o dal suo compagno di squadra.
- Scarto - Alla fine del turno si deve scartare una carta dalla mano al "pozzo" a fianco al mazzo; Lo scarto di un giocatore va sempre sopra lo scarto del giocatore che lo precede, e tale ordine non può mai essere modificato. Questo è il segno della fine del proprio turno e che dà il via al turno del giocatore successivo.

(In alcune varianti si usa bloccare la prima carta scartata nel pozzo, questa quindi non potrà essere attaccata a una combinazione già calata ma potrà essere utilizzata solo per creare nuove combinazioni).

## Carte
- Tris: Tre carte con lo stesso numero/figura ma di Seme diverso. Due carte uguali in valore e seme non possono mai essere accoppiate per un tris, pertanto uno jolly o una pinella calato per formare un tris non può prendere il seme di una delle carte già presenti.

- Poker: Quattro carte con lo stesso numero/figura ma di Seme diverso. Al poker non è possibile attaccare altre carte, nemmeno jolly o pinelle.

- Scala: Una scala è composta da tre o più carte dello stesso seme messe una di fila all'altra e che possono essere separate da Pinelle e Jolly per sopperire a carte mancanti. La sequenza è sempre compresa tra i valori A-3-4-5-6-7-8-9-10-J-Q-K. Non sono ammesse sequenze come 3-A-K oppure Jolly-A-K-Q.

- Sesta (o Doppia): Una scala diventa una Sesta quando nella scala ci sono 6 (o più) carte dello stesso seme una di fila all'altra e non separate da Jolly o Pinelle (agli estremi delle seste è comunque possibile attaccare Jolly e pinelle e continuare la scala). Il valore raddoppia per tutte le sei (o più) carte in sequenza, ma non per le carte eventualmente aggiunte con jolly o pinella.

- Scala Reale: Composta da Tutte le carte di uno stesso seme (composta da A-3-4-5-6-7-8-9-10-J-Q-K-A).

## Chiusura
Si definisce chiusura quel momento in cui un giocatore buttando una carta negli scarti a fianco al mazzo rimane con 0 carte in mano (si deve per forza scartare una carta per chiudere). 
Nella Pinella a 13 carte, caratterizzata da un'intrinseca velocità di gioco, non è previsto alcun requisito preliminare per la chiusura; essa può essere pertanto realizzata anche dalla prima mano, ossia subito dopo aver dato le carte, e anche prima che gli altri giocatori abbiano concluso il loro giro (in tal caso prende il nome convenzionale di "fotografia"). Nel caso in cui la chiusura avvenga senza aver calato nei giri precedenti alcuna carta ("chiusura in mano") e pescando dal mazzo essa viene accreditata di 200 punti. In ogni altro caso la chiusura viene accreditata di 100 punti.
Nel Pinnacolone a 15 carte, versione più lenta e volta alla realizzazione di punteggi più elevati, si può chiudere solo nel momento in cui si ha già sceso una Sesta.
Dopo la chiusura si calcolano i punti. Chi non avesse aperto (ossia non avesse calato alcuna carta al momento della chiusura da parte di un altro giocatore) è soggetto ad una penalizzazione pari al doppio dei suoi punti. In alternativa, per convenzione tra i giocatori, si può accreditare a chi non avesse aperto un punteggio negativo a forfait di -200 punti, senza contare quello che ha in mano.
Se si gioca in coppie, non è possibile chiudere se non è stato calato prima dalla squadra un poker o una "sesta" o "doppia" (una scala con almeno sei carte in sequenza senza jolly o pinelle in mezzo).

## Punteggio
Sono punti positivi quelli calati in tavola e punti negativi quelli nelle carte in mano. Il calcolo dei punteggi si effettua alla chiusura da parte di uno dei giocatori.
- Chi chiude guadagna 100 punti addizionali (200 punti se la chiusura è "in mano", ossia senza aver calato carte in precedenza e senza aver pescato dal pozzo).

- Chi ha delle carte in mano deve "pagarle", ossia deve sottrarre dai punti in tavola il valore delle carte che ha in mano. Eventuali pezzi, tris o scale non calati vanno comunque conteggiati come punti negativi. Se la somma dei punti delle carte in mano è superiore alla somma dei punti calati si assegna un punteggio negativo alla coppia pari alla differenza tra gli uni e gli altri.

- Chi al calcolo dei punti non ha calato nulla dalla propria mano deve pagare 200 punti (altre volte si sceglie di far pagare il doppio dei punti che si ha in mano, dipende dalle convenzioni).

- Le partite sono da 1500 punti, nella versione a 13 carte. In quella più lenta a 15 carte, dove si realizzano punteggi superiori, le partite sono anche da 2500 o 3000 punti.

## Valori delle carte
Ogni tris, poker o scala calati o scesi valgono punteggi diversi.
- Asso: 15 punti - Tris: 45 punti - Poker: 120 punti.
- Carte dal 3 al 6: 5 punti - Tris: 15 punti - Poker: 40 punti.
- Carte dal 7 al K: 10 punti - Tris: 30 punti - Poker: 80 punti.
- Pinelle (2 di picche o 2 di fiori): 20 punti - Tris: 60 punti - Poker: 160 punti.(Se scese a tris o poker va sempre dichiarato valore e seme delle carte ipotizzate).
- Jolly: 25 punti - tris: 75 punti - Poker: 200 punti.(Se scesi a tris o poker va sempre dichiarato valore e seme delle carte ipotizzate).
- Scala: Il valore delle carte che la compongono.
- Sesta: Il valore delle carte in sequenza che la compongono moltiplicato x2. Il bonus non si applica ad eventuali altre carte unite alla sequenza da jolly o pinelle, conteggiati al valore nominale.
- Scala reale (composta da A-3-4-5-6-7-8-9-10-J-Q-K-A): sia nella versione "veloce" che nella versione "lenta" a 15 carte consente di vincere la partita.

## Cose da non fare
- Non si possono guardare le carte degli altri giocatori (neanche dei propri compagni).
- Non si può parlare al compagno né dare indicazioni con le mani o con gli occhi su eventuali giochi da fare. Sono tuttavia ammesse segnalazioni convenzionali con le carte. A titolo di esempio: uno jolly messo a carta non uscita significa che la stessa carta è doppia in mano; uno scarto superiore al 6 al primo giro significa che ho la stessa carta in mano; calare due pezzi in successione in una scala vuol dire che ho altre carte in mano della stessa sequenza, eccetera: dipende dall'affiatamento della coppia dei giocatori.
- Una volta pescata la carta dal mazzo non si può rifondere per pescare da terra.
- Se si hanno 2 scale a terra e si trova la carta che le farebbe unire l'una all'altra non si possono unire.
- Se c'è un Jolly/Pinella a terra si può scambiare con una carta in mano, ma non si può fare il contrario. In questo caso, il jolly/pinella dovrà essere sceso o attaccato all'eventuale compagno.
- Non si possono scendere tutte la carte a terra per rimanere senza carte, si deve avere sempre una carta da scartare alla fine del turno.
- La carta calata diventa definitiva appena si separa dalla mano del giocatore. Eventuali errori non possono essere corretti, a meno di errori non ammissibili, quali un tris con due carte di seme uguale o una scala con una carta mancante, nel qual caso chi sbaglia deve riprendersi le carte in mano e non può calarle fino al turno successivo.
- Non è possibile calare nulla dopo lo scarto.
- Non è possibile cambiare lo scarto.

Le pinelle - i due neri possono essere presi dalla calata solo da chi li cala e dal compagno se si gioca a quattro sostituendole con le carte corrispondenti nella calata stessa. È buona regola calare le pinelle al posto di carte non uscite, per darsi la possibilità di poterle spostare il più possibile. 
I jolly - a differenza delle pinelle i jolly possono essere presi da qualsiasi giocatore. È buona regola, dal momento che i jolly sono molto ambiti (valgono 25 punti e sono le carte più alte in termini di punteggio) ma possono essere presi da tutti, calarli al posto di carte già uscite per ridurre il rischio di presa da parte degli avversari o meglio ancora "bruciarli", ossia inserirli al posto di una carta già calata due volte (e pertanto non più utilizzabili). 
I poker comuni (poker di carte comprese tra A e K) raddoppiano il punteggio delle carte (1K=10 punti; 4K=80 punti; 4A=120 punti). I tris/poker di Jolly o di Pinelle, pur teoricamente possibili, sono estremamente sconsigliati in quanto i "pezzi" servono per movimentare il gioco sostituendo carte mancanti. Volendo comunque calare tris di pinelle o di jolly, vanno sempre dichiarati valore e colore delle carte che questi pezzi vanno a sostituire. 
Le scale dello stesso seme che comprendono almeno 6 carte non intervallate da Jolly o Pinelle si chiamano "seste" o "doppie" e raddoppiano il punteggio di tutte le carte in sequenza (non eventuali altre carte aggiunte con jolly o pinella).
Nella versione "veloce" a 13 carte l'obiettivo è chiudere in fretta, pertanto le scale reali di difficile e lunga realizzazione rappresentano uno svantaggio e non vanno mai cercate. 
Nella versione "lenta" a 15 carte invece la scala reale, ovvero la scala che parte dall'asso e termina con un altro asso dopo il K (13 carte in tutto dello stesso seme), deve essere assolutamente ricercata se si vuole raggiungere il punteggio di 3000 punti.
Non sono ammesse scale con carte di semi diversi fra loro. Le scale si fanno solo con lo stesso seme e devono avere un minimo di 3 carte. Inoltre, non sono ammessi tris o poker composti con due carte di seme uguale. In nessun caso se non obbligati si può favorire la chiusura ad un concorrente che lo precede.